# Paul Moncassin
Pour les articles homonymes, voir Moncassin (homonymie).
Pas d'image ? Cliquez ici

a Compétitions nationales et continentales officielles uniquement.

Paul Moncassin, né le 29 mars 1916 à Pau et mort le 11 novembre 2001 à Aressy, est un joueur français de rugby à XV qui évolue principalement au poste de pilier des années 1920 jusqu'aux années 1940.
Paul Moncassin était boucher de profession.

## Biographie
Paul Moncassin est champion de France de rugby en 1946 avec la Section paloise, composant la première ligne de la Section auprès de Martin et Larrat, et Moncassin.
Moncassin évolue ensuite au FC Lourdes à l'ASPTT Pau.

## Palmarès de joueur

### Avec la Section paloise
- Challenge Yves du Manoir :
  - Vainqueur (1) : 1939
- Championnat de France de première division :
  - Champion (1) : 1946
- Coupe de France :
  - Finaliste (1) : 1946